# Inger Nilsson

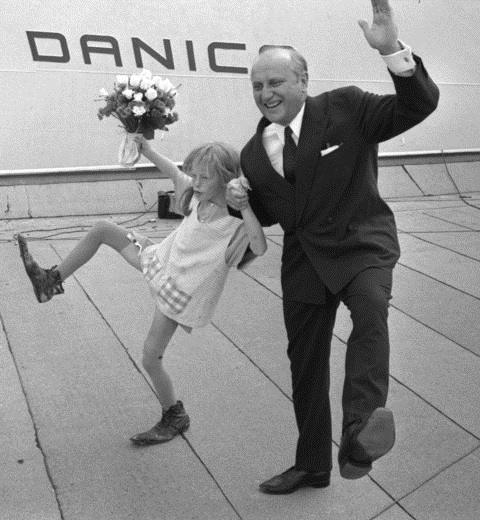
Inger Nilsson och Sten A. Olsson 1969.

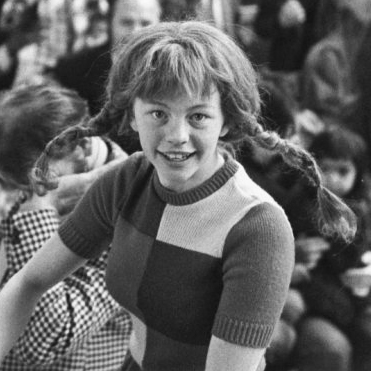
Inger Nilsson som Pippi Långstrump i Amsterdam (1972).

Karin Inger Monica Nilsson, född 4 maj 1959 i Kisa, är en svensk skådespelare. Hon är känd för rollen som Pippi Långstrump i Olle Hellboms filmer 1969–1970.

## Uppväxt och karriär
Nilsson växte upp i Kisa. År 1967 fick hon rollen som Pippi i TV-serien Pippi Långstrump, som spelades in under 1968 och sändes 1969. Det blev Pippi-hysteri i Sverige och 1970 gjordes två långfilmer På rymmen med Pippi Långstrump och Pippi Långstrump på de sju haven med Nilsson i rollen som Pippi.
Efter skolan utbildade sig Nilsson till sekreterare, men valde sedan att satsa på en skådespelarkarriär. Hon var rekvisitör på Östgötateatern, spelade i fyra år på Kronobergsteatern i Växjö, medverkade i Hagge Geigerts farser Panik på kliniken och Omaka par på Lisebergsteatern i Göteborg. Hon har även medverkat i den tyska filmen Gripsholm, spelat med olika fria teatergrupper i Stockholm, bland annat en friluftsteater på Hebbevillan i Södertälje samt medverkat i Konstparadiset i Falun. I december 2005 spelade hon i en uppsättning av Stephen Kings roman Lida i Stockholm.
År 1993 var Nilsson med i På spåret tillsammans med Lasse Strömstedt och Kicki Hultin. De förlorade med en poäng mot Björn Hellbergs lag i finalen.
Runt 2004 arbetade hon som läkarsekreterare i Stockholm.
Hon gör rollen som rättsläkaren Ewa i filmatiseringen av Mari Jungstedts böcker för tysk TV, Kommissarien och havet (Der Kommissar und das Meer). Inspelningarna började sommaren 2006 och visades i tysk TV 2007. I Sverige sände TV4 fyra avsnitt 2009. Avsnitt fem och sex spelades in på Gotland sommaren 2008.
Inger Nilsson blir ofta igenkänd och förknippad med sin roll som Pippi och menar att det är svårt att få andra roller. 2015 gjorde hon dock en uppmärksammad roll som rektorn i filmen Efterskalv.
Den 11 juli 2021 var Inger Nilsson sommarvärd i P1.
Vid Guldbaggegalan 2024 tilldelades Nilsson priset Gullspira som tilldelas en person som gjort insatser inom svensk barnfilm. Motiveringen löd: Årets Gullspira tilldelas en person som på ett betydelsefullt sätt bidragit till den svenska barnfilmens framgång, i en kategori som inte synliggjorts tidigare i samband med detta pris. Vår mottagare har dock i högsta grad varit synlig för den stora publiken, i generation efter generation, i Sverige och internationellt. För första gången i prisets historia går Gullspira till en skådespelare, som i kraft av sin person och sitt yrke roat en stor publik tillsammans med andra unga i en mängd filmatiseringar av älskade barnböcker. En mycket stark förebild för många barn – det finns bara en Inger Nilsson!

## Familj
Inger Nilssons yngre bror Anders Nilsson är chefredaktör för tidningen Nerikes Allehanda i Örebro.

## Filmografi (i urval)
- 1969 – Pippi Långstrump (TV-serie) – Pippi
- 1970 – Pippi Långstrump på de sju haven – Pippi
- 1970 – På rymmen med Pippi Långstrump – Pippi
- 1973 – Här kommer Pippi Långstrump – Pippi
- 1989 – Kajsa Kavat - Juliana
- 1994 – Panik på kliniken - Jessica Werstén
- 2000 – Gripsholm - Frau Andersson
- 2006 – AK3 (TV-serie) - Barbro
- 2007–2017 – Kommissarien och havet (TV-serie) – Ewa
- 2009 – Kändisdjungeln (TV-serie) – deltagare (fjärdeplats)
- 2015 – Efterskalv
- 2017 – Dröm vidare
- 2019 – Svart cirkel
- 2021 – Jägarna (TV-serie)
- 2022 – Lill-Zlatan och morbror raring
- 2024 – Så länge hjärtat slår
- 2025 – Tidstjuven (TV-serie)
- 2025 – Där solen alltid skiner (TV-serie)

## Teater

### Roller (ej komplett)
| År   | Roll | Produktion           | Regi           | Teater           |
| ---- | ---- | -------------------- | -------------- | ---------------- |
| 1994 |      | Omaka par Neil Simon | Arne Strömgren | Lisebergsteatern |